# ییژی پوتسکا
ییژی پوتسکا (چکی: Jiří Pecka; ۴ ژوئن ۱۹۱۷ – ۱۲ مهٔ ۱۹۹۷) قایقران کانو اهل چکسلواکی بود.